# Rockelsta

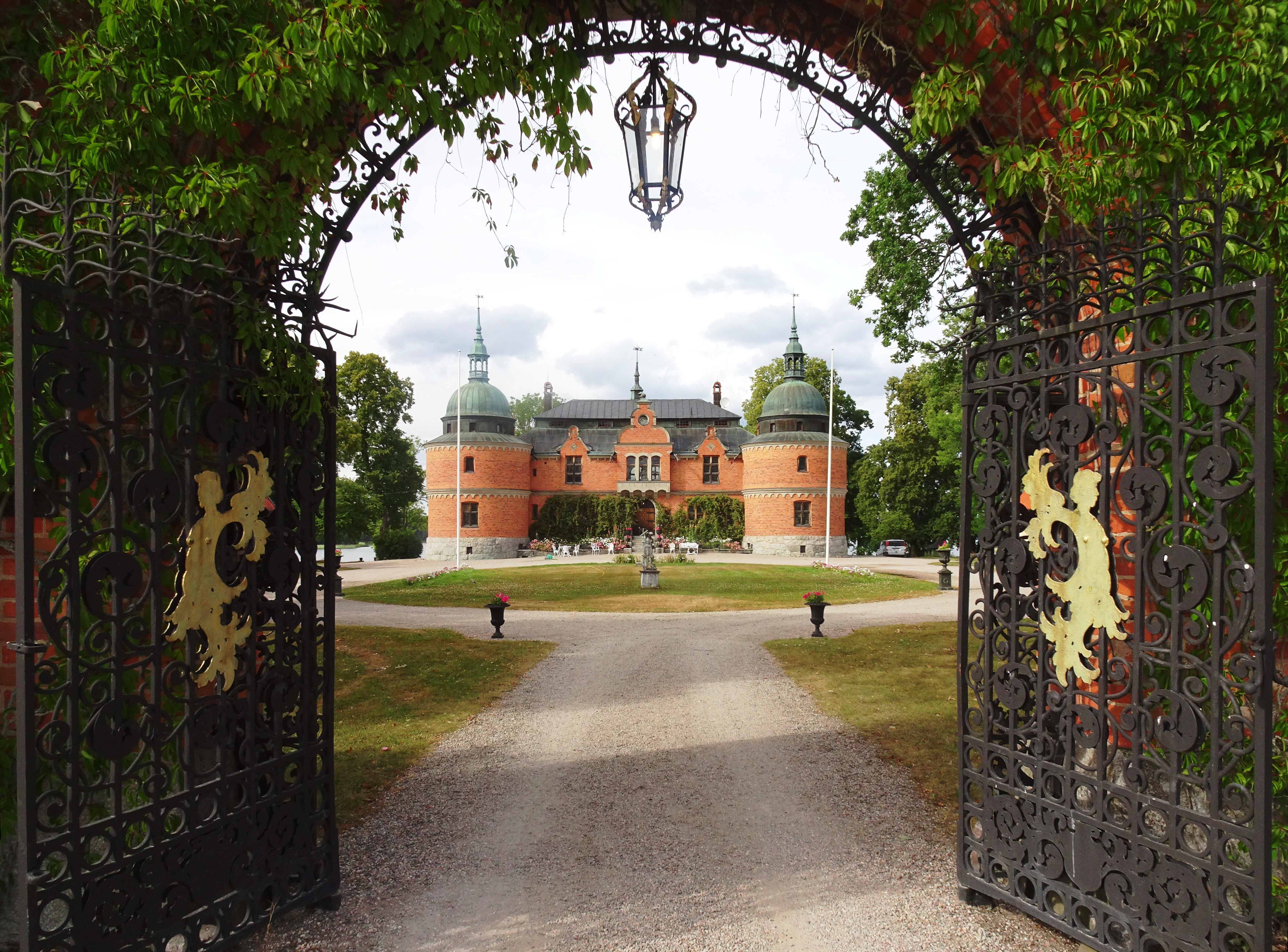
Rockelsta slott, entréfasad, juli 2017.

Rockelsta (även skrivet Rockelstad, äldre stavning Råckelsta) är en slottsliknande herrgård i Flens kommun i Södermanland. Huvudbyggnaden fick sitt nuvarande utseende under greve Eric von Rosen som ägde godset från 1900 till sin död 1948. Arkitekt för ombyggnaden var Ivar Tengbom.

## Allmänt

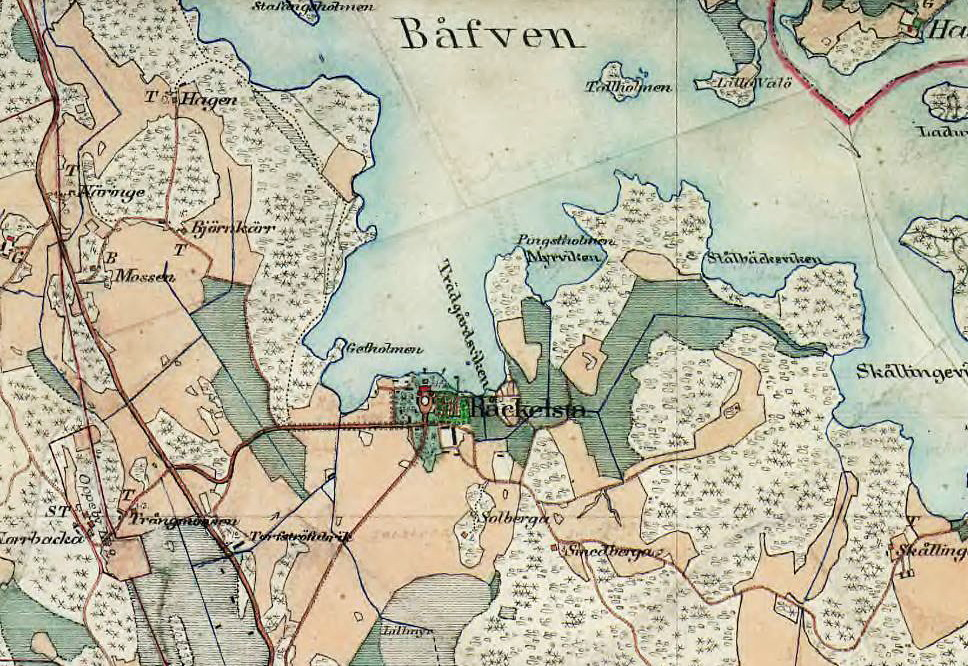
Råckelsta 1897.

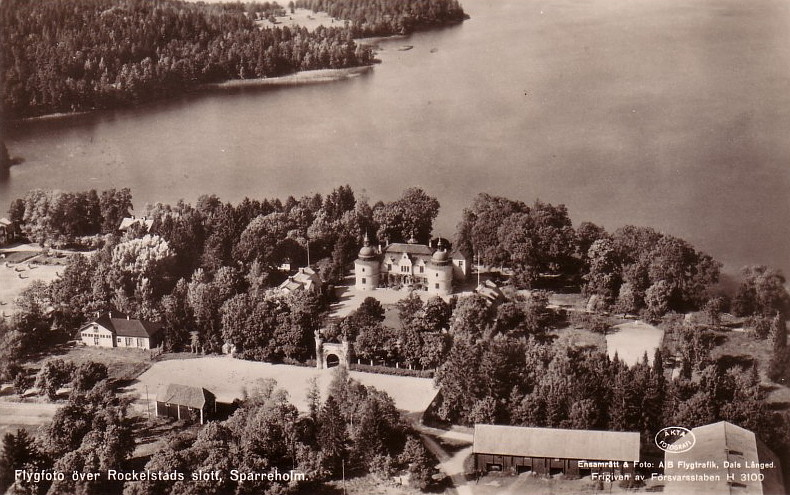
Rockelsta från luften, 1940-tal.

Rockelsta är en byggnad i historiserande, nyromantisk stil, belägen vid Rockelstaviken av Båven i Hyltinge socken, i centrala Södermanland. Till slottsanläggningen hör även två flyglar från 1700-talet och en park. Slottet och flyglarna har en museal interiör och bevarade inventarier från tidigare generationers ägare. På godset bedrivs förutom skogs- och jordbruk även konferensverksamhet och uthyrning av festlokaler för bröllop. I Stallanläggningen på Rockelsta anordnas kurser och utbildningar i ridning. Godset är i privat ägo inom familjen von Post sedan 1973.

## Historik
Rockelsta omtalas i dokument första gången 1382, då kyrkoherden i Forssa socken sålde 32 penningland i Rockelsta ("i Roklistom") till biskop Tord i Strängnäs. 1383 var en Olof i Rockelsta faste vid häradstinget. Ragnar i Löta, Bettna socken, fick 1384 fasta på 13 penningland i Oppeby i Helgesta socken som han köpt av Olof unge i Rockelsta och hans bror Jöns. 1410 var Peder i Rockelsta kyrkvärd i Helgesta kyrka, 1419 ingick Simon och Olof i Rockelsta i en häradsnämnd, omkring 1470 ingår Jöns i Rockelsta i en häradsnämnd och 1470 ingår Karl i Rockelsta i en häradsnämnd. Ragvald Magnusson och hans arvingar tilldömdes 1471 2 öresland och 16 penningland i Rockelsta som han tidigare blivit fråndömd. Rockelsta bestod under 1500-talet av fyra hemman, ett kronohemman och tre frälsehemman. 1562 tillhör ett frälsehemmanen dem Per Bagge och två av Johan Pedersson (Bååt).
 Per Bagge brukade sin del i byn under säteriet Söderby i Bankekinds härad medan den andra delen brukades under Tidö. Hans Stuart erhöll 1618 kronohemmanet i Rockelsta som donation. Han lät sin del i byn under Hedenlunda. Hans Stuarts son David Stuart (död 1657) 1633 bytte till sig Tidöhemmanet i Rockelsta av Jöran Bengtsson Sparre (död 1657), och 1640 bytte han till sig de båda baggeska hemmanen i byn. Han lät avhysa bönderna för att i stället uppföra ett säteri, som 1643 stod färdigt. Under säteriets rå och rör lydde hemmanen Hasselö, Kulsta och Sund, men David Stuart kom att samla en mängd gårdar att lägga under sitt säteri, både i Hyltinge och i ett mängd angränsande socknar. Vid David Stuarts död delades dock godskomplexet upp oh spreds mellan hans barn. Rockelsta behölls först av David Stuarts änka Beata Chesnecophera (död 1683) som änkesäte. Han gifte dock 1659 att gifta om sig med Johannes Matthiæ Gothus och Rockelsta övertogs då av sonen Johan Robert Stuart sedan han blivit myndig. Han bodde åtminstone tidvis här, men verkar ha underhållit byggnaderna dåligt, då de 1685 sägs vara förfallna. En del av jorden brukades ännu under säteriet, men en del uppläts till en bonde som drev egen avel på ägorna. Vid Hasselö fanns en särskild avdelsgård, vilken 1662 fick sätesprivilegier, vilka 1679 dock drogs in. Rockelsta, Kulsta och Sund drogs alla in 1684 i samband med reduktionen. Jacob Johan Hastfer hade bytt till sig Kulsta från kronan, och hade även planer på att lägga under sig Rockelsta. Det hade kommit så långt 1685 att kontrakt var skrivet och köpesumman erlagd, då Johan Robert Stuarts son David Stuart (död 1695) med bördsrätt i stället valde att lösa Rockelsta, och köpet 1687 gick tillbaka. David Stuart avled ung och barnlös 1695, och Rockelsta ärvdes då han hans syster Brita Stuart. Hon sålde 1691 till Jöns Töresson för 4.000 riksdaler specie. Genom åberopande av bördsrätt övertog deras kusin Carl Rosenholm köpet. Rosenholm ägde sedan tidigare Valsund, och löste även till sig Hasselö som lades under säteriet. Efter Carl Rosenholm ärvdes Rockelsta av hans svärson Simon Jakob Wennerstedt och därefter av dennes svärson Lars Erik Gripenwald (död 1790). 1788 sålde han egendomen till kapten Otto Gabriel Holst.
Åren 1788 till 1874 tillhörde den släkten Holst i tre led, men bytte sedan ofta ägare. 
Den gamla manbyggnaden från 1600-talet var tämligen förfallen och genomgick en stor om- och till byggnad 1889 då hovintendenten Karl Sylvan var ägare. Han anlitade arkitekt Gustaf Lindgren vid Isak Gustaf Clasons arkitektkontor i Stockholm. Husets gamla mittkropp lämnades i stort oförändrad, och endast de runda tornen var av tegel. Sjösidan flankerades av två kvadratiska hörntorn, men de var av trä och prydda med höga kupoler och spiror. Hela huset var putsat med tegelfärgad puts.

Slottet från sjösidan, tidigt 1900-tal.

## Rockelsta under von Rosen
År 1900 förvärvades Rockelsta av greve Eric von Rosen som ägde stället till sin död 1948. Under von Rosen fick byggnaden i stort sett sitt nuvarande utseende genom arkitekt Ivar Tengbom som då var 22 år. Han inspirerades av grannslottet Vibyholm och lät bland annat bygga på mittpartiet med en våning. Han såg till att norra tornens övervåningar revs, och lät dem istället sluta i krenelerade altaner (på 1930-talet byggdes de norra tornen dock upp igen). Liksom på förlagan Vibyholm försåg han Rockelsta med ett karnap över huvudentrén, vars överdel smyckades av ett tornur. Putsen på samtliga fasader knackades ner och hela komplexet fick sin nuvarande tegelfasad. Den stora entréhallen på Rockelsta färdigställdes 1903. Den är Tengboms examensarbete och utgör ett gott exempel på nyrenässans i tung vasastil.
I slottet sammanförde Eric von Rosen sina samlingar, gjorda under forskningsresor och jakter. Hans svåger, den tyske flygaren och senare nazistledaren Hermann Göring, tillbringade mycket tid på slottet. Arrendatorsbyggnaden vid Rockelsta brann ned den 14 september 1927. Vid branden blev en boksamling på cirka 3 000 volymer samt ett antal konstverk lågornas rov.

## Historiska interiörbilder

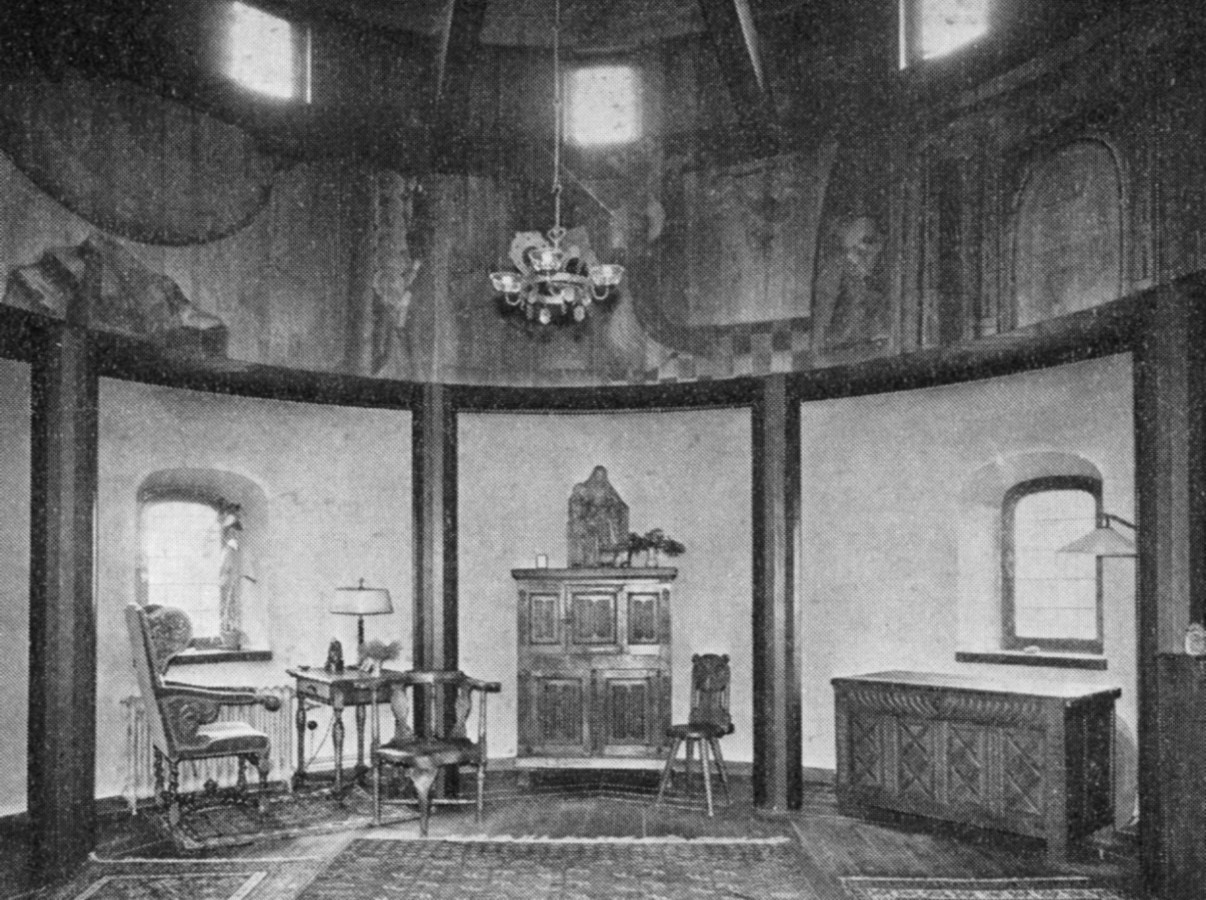
Tornrummet med Birgittakammaren.
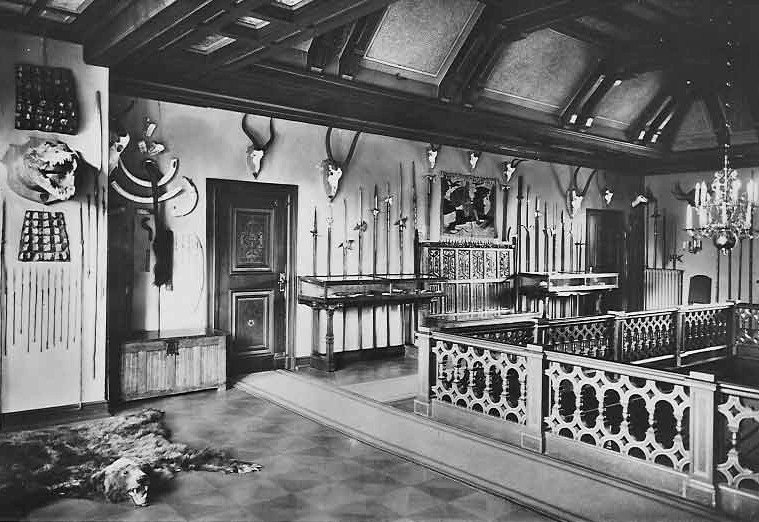
Övre hallen.
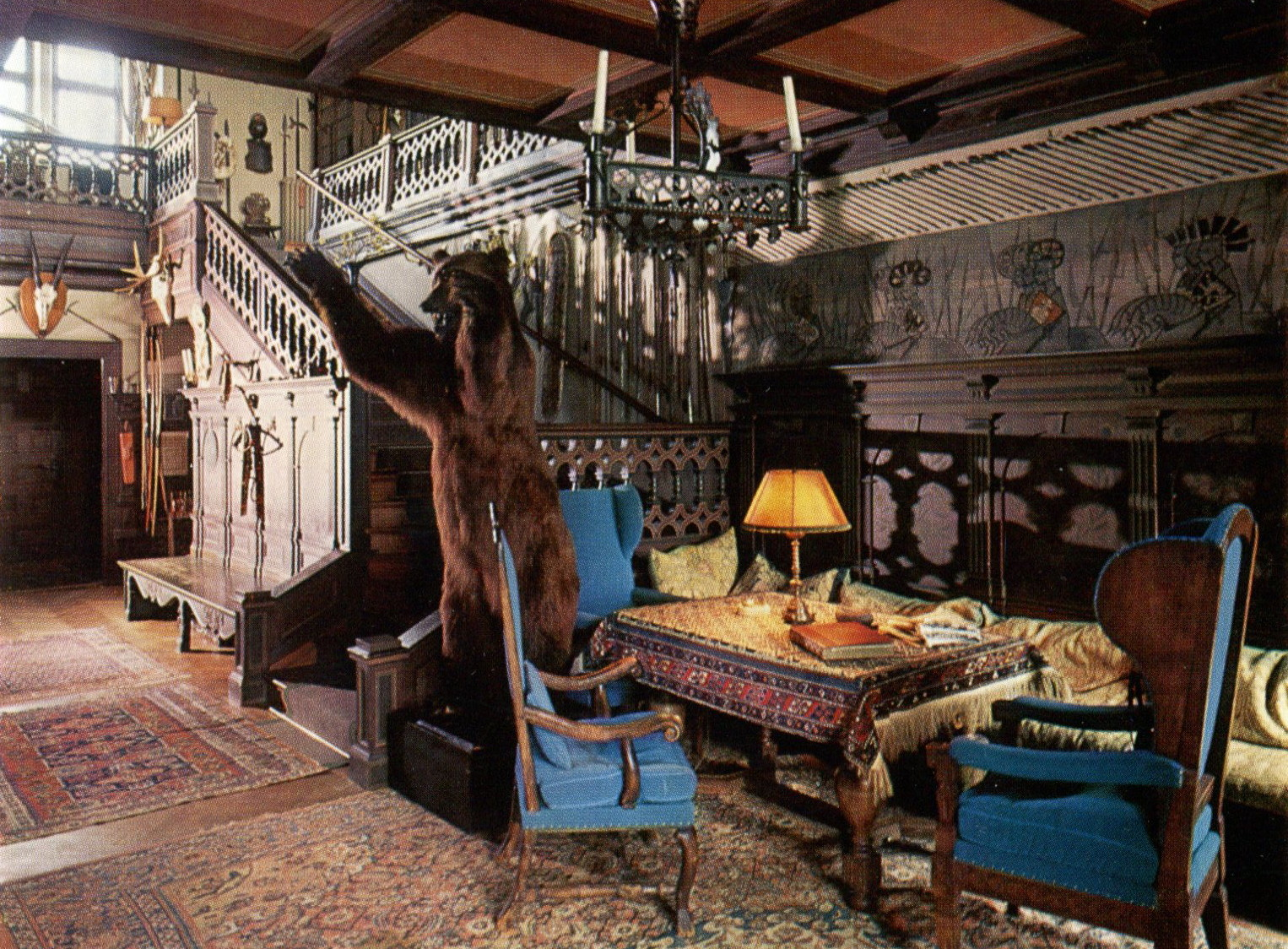
Nedre hallen.
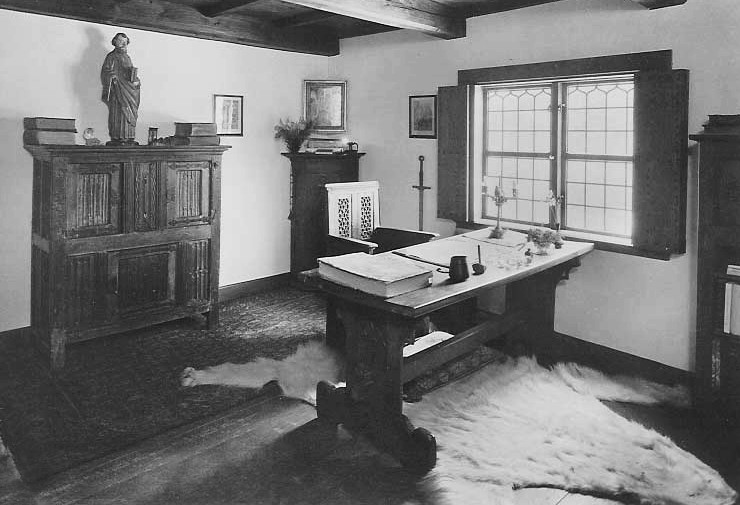
Gotiska kammaren.
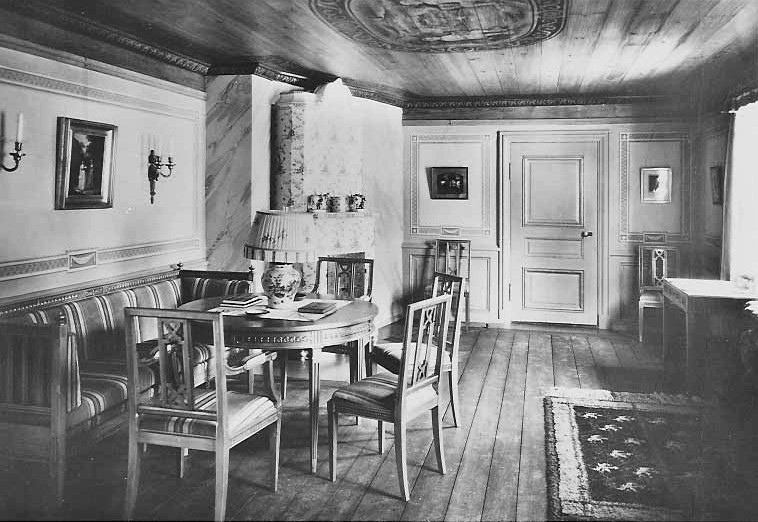
Gustavianska förmaket.

## Ägare
(Från 1800-talets slut till idag.)
- Från 1875 till 1886, godsägare Johan Anders Falkenström född 1825.
- Från 1886 till 1898, hovintendent Karl Emil Anders Tage Sylvan född 1858 i Solna.
- Från 1898 till 1900, Axel Gustaf Romander född 1862 i Hubbo.
- Från 1900 till 1948, greve Eric von Rosen född 1879 och hans hustru Mary Fock.
- Från 1948 till 1973, familjen von Rosen
- Sedan 1973, Christer och Helene von Post.

## Nutida bilder

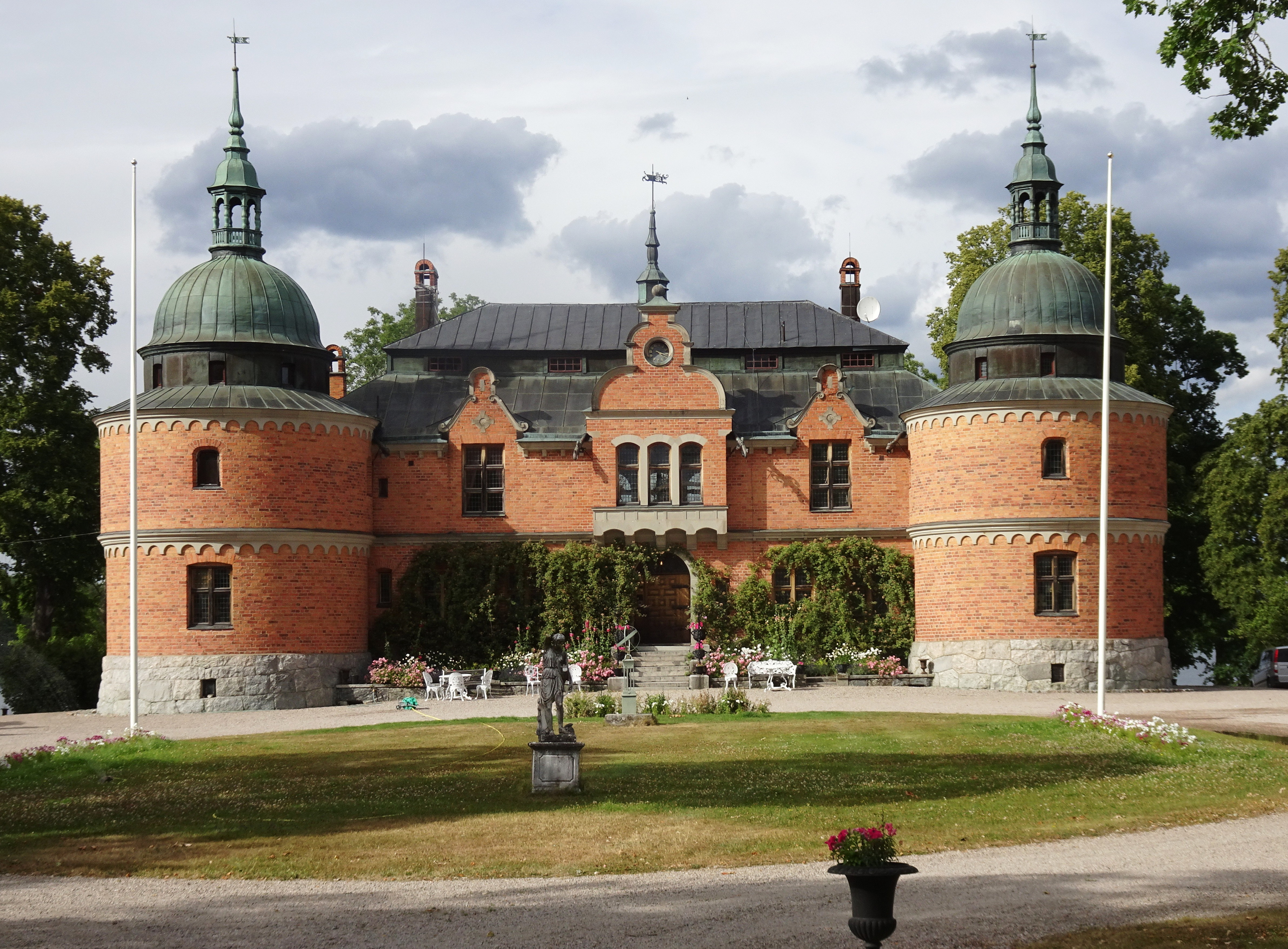
Fasad mot syd
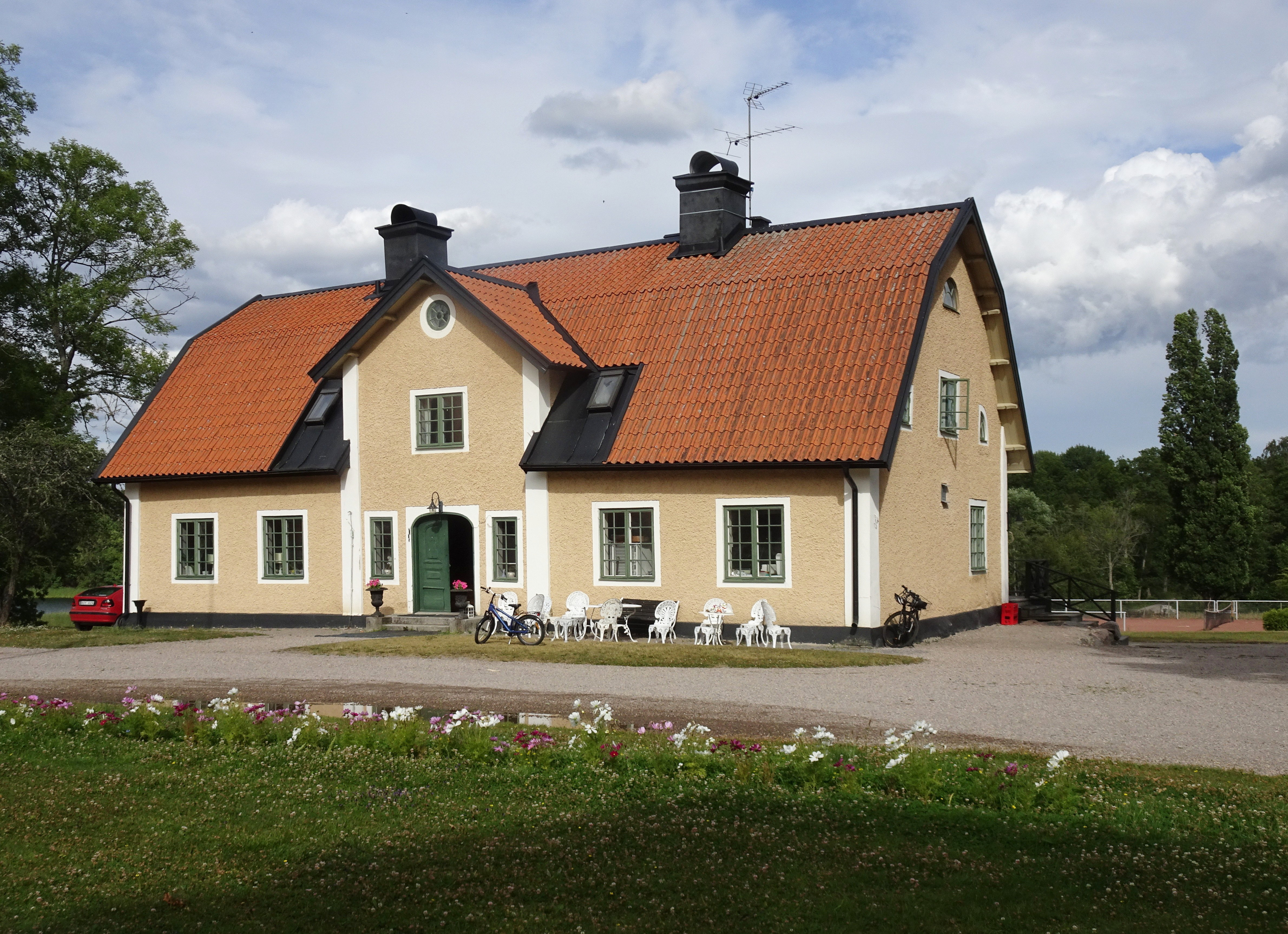
Östra flygeln
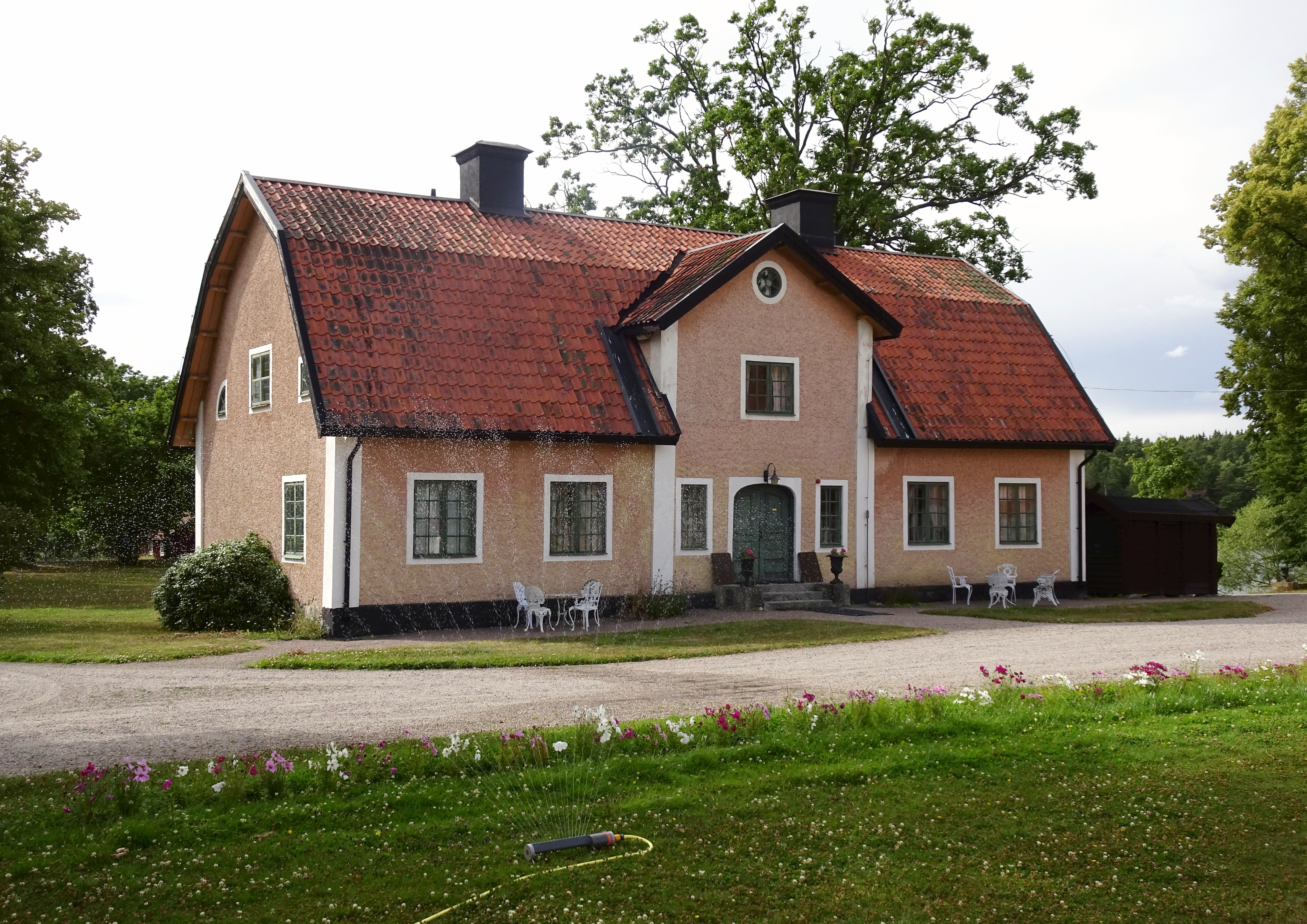
Västra flygeln
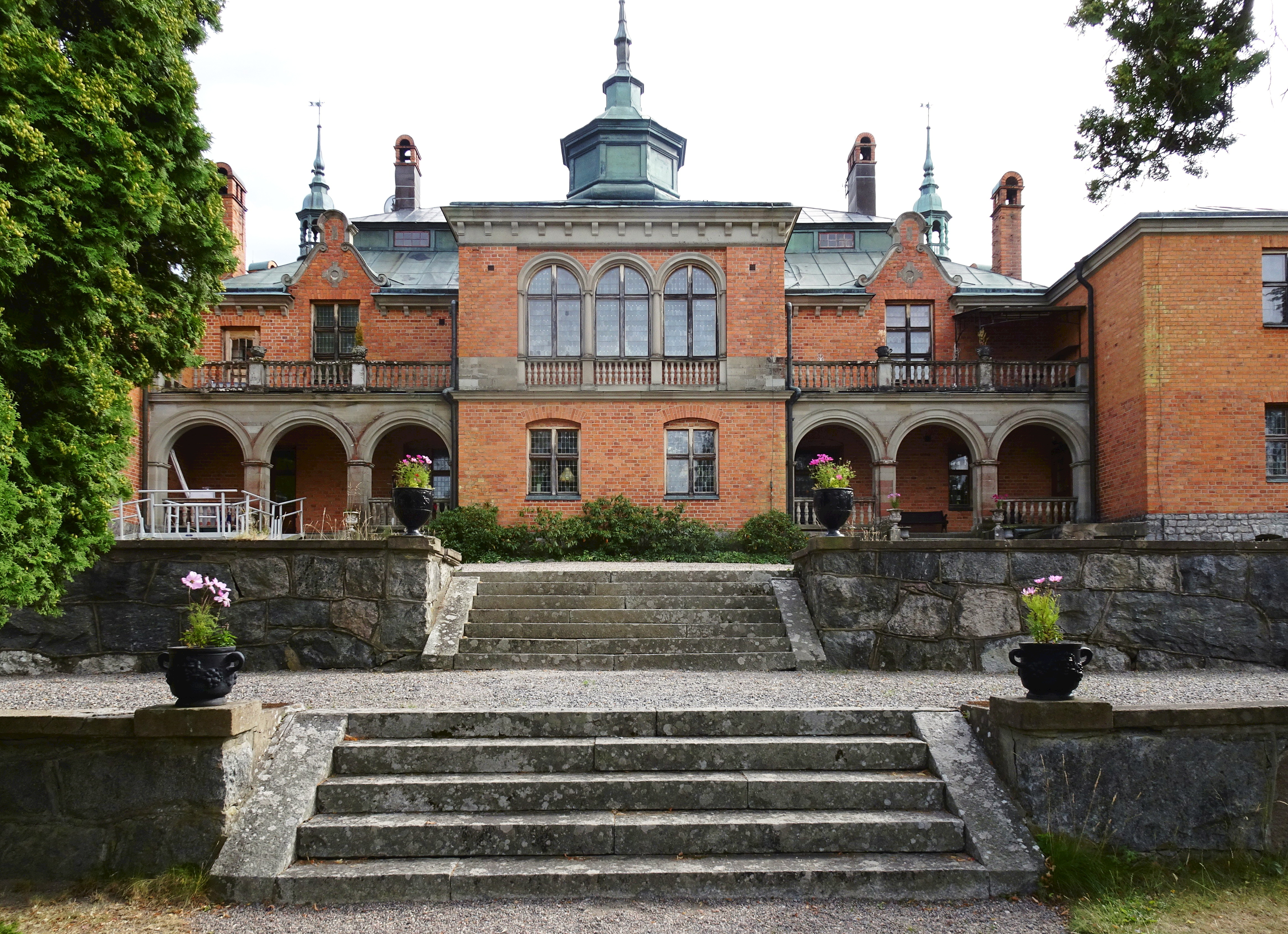
Fasad mot norr
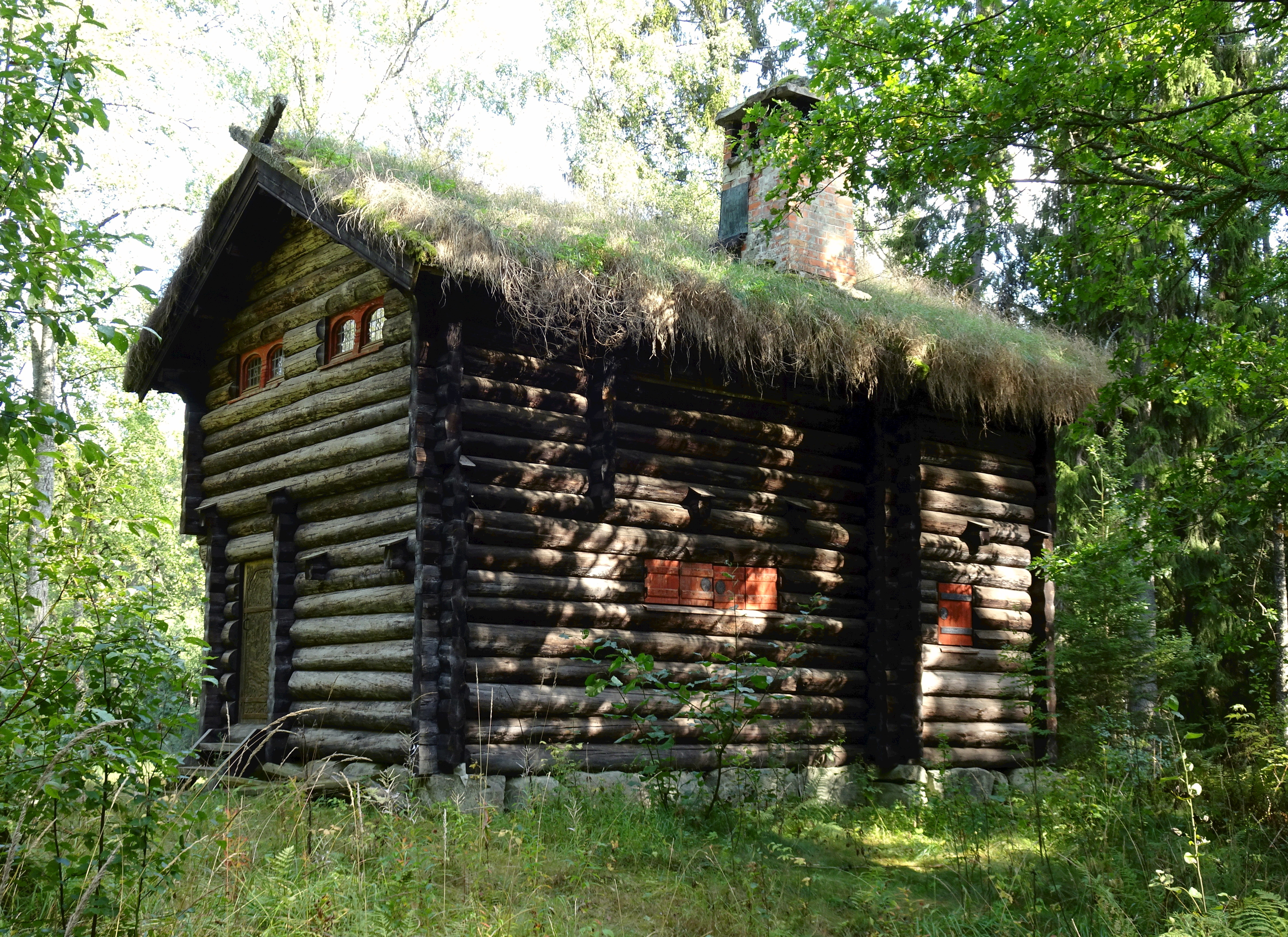
Jaktstugan